# Nyírgyulaj
Nyírgyulaj è un comune dell'Ungheria di 2 116 abitanti (dati 2001). È situato nella contea di Szabolcs-Szatmár-Bereg.